# Fritz Kaufmann
Fritz Kaufmann, född 15 april 1905 i Grindelwald i kantonen Bern, död där 22 januari 1941, var en schweizisk backhoppare och utövare av nordisk kombination som tävlade på början av 1930-talet. Han representerade Skiclub Schaffhausen.

## Karriär
Fritz Kaufmann deltog i två internationella mästerskap. Vid VM 1931 i Oberhof slutade han tvåa, 5,2 poäng efter Birger Ruud från Norge och 1,5 poäng före Sven Eriksson (senare: Sven Selånger) från Sverige.
Dessutom var Kaufmann med i OS 1932 i Lake Placid i New York i USA där han blev sexa i backhoppningen i Intervale Ski Jump Complex. Tävlingen blev en triumf för Norge som vann en trippel med Birger Ruud, Hans Beck (som låg som nummer 1 efter första omgången) och Kaare Wahlberg. Fritz Kaufman var 3,7 poäng från prispallen. 
Fritz Kaufmann deltog också i nordisk kombination under OS 1932. Han vann backhoppningsdelen av kombinationstävlingen, men i längdskidåkningen blev han nummer 32 av 33 startande och slutade som nummer 23 sammanlagt.